# Ctimene concinna
Ctimene concinna là một loài bướm đêm trong họ Geometridae.